# Jean-Pierre Dozon
Jean-Pierre Dozon (né le 29 juillet 1948 à Paris) est anthropologue, spécialiste de l’Afrique. Il est directeur scientifique de la Fondation Maison des sciences de l'homme (FMSH), directeur de recherche émérite à l’Institut de recherche pour le développement (IRD), membre de l'Institut des mondes africains (IMAF).
Il travaille principalement sur l'Afrique de l’Ouest, sur des questions de développement, de santé, sur les problèmes ethniques, sur les relations entre politique et religion, ainsi que sur les relations franco-africaines.
Le prix du Rayonnement de la langue et de la littérature françaises de l'Académie française lui a été attribué, en 2004, pour son livre Frères et Sujets. La France et l'Afrique en perspective.

## Biographie
Après avoir obtenu une licence de philosophie, une licence de sociologie puis une maîtrise de sociologie à la Sorbonne, il est recruté comme élève-chercheur à l'Orstom. En 1972, il s’inscrit en doctorat à Paris V-Sorbonne sous la direction de Georges Balandier et soutiendra sa thèse, Productions et métamorphoses sociales chez les Bété de Côte d’Ivoire, en 1981.
Il fait un premier et long séjour en Côte d’Ivoire de 1972 à 1975. Il est affecté au Centre Orstom de Petit-Bassam. Il deviendra chargé de recherche à l’Orstom en 1974 (monographie villageoise en pays bété et étude d’une opération de développement rizicole).
Puis il effectue son deuxième long séjour, de 1975 à 1978, toujours en Côte d'Ivoire où il est de nouveau affecté au Centre Orstom de Petit-Bassam. Il poursuit ses recherches sur la société bété.
Il effectue son troisième séjour en Côte d’Ivoire, de 1981 à 1983, et commence des recherches sur la maladie du sommeil et sur les tradithérapeutes.
Il devient responsable de l’Unité de recherche de l’Orstom « Systèmes de santé et représentations de la maladie » et, dans ce cadre, effectue des missions régulières en Côte d’Ivoire. Ses recherches portent alors sur « l’histoire de l’économie de plantation » et sur « les ethnies de Côte d’Ivoire ».
De 1983 à 1985, il est président du Comité technique de sociologie et d'ethnologie de l'Orstom.
Il est nommé, en 1989, directeur de recherche à l’Institut de recherche pour le développement (IRD-ex Orstom) et sera, de 1991 à 1994, responsable de l’action incitative de l’IRD « Sciences sociales et sida ».
Il est élu, en 1994, directeur d’études cumulant à l’École des hautes études en sciences sociales (EHESS), et ses enseignements portent sur « l’anthropologie de la santé ».
De 1994 à 2004 il est le directeur du Centre d'études africaines de l'EHESS.
Il est coauteur de plusieurs films avec J.-P. Colleyn et M. Augé de la série Vivre avec les Dieux (Production Acmé, Rtbf, La Sept), parmi lesquels « Prophètes en leur pays » (54 min) et « Les dieux-objets » (51 min), tourné en Côte d'Ivoire.
Depuis 2006, il est membre du Conseil national du sida.
Il est membre, entre autres, du Comité de rédaction de la revue L'Homme, aux Éditions de l'EHESS ; de la revue Socio aux Éditions de la FMSH ; de la Revue sociologie santé ; ainsi que de la collection « Dossiers africains », aux Éditions de l'EHESS.

## Publications
- 2024 Un grand moment de science impériale : l'africanisme français de 1960-1980 l'aube, 320 p.  (ISBN 978-2-8159-6079-3)
- 2015 Afrique en présences. Du monde atlantique à la globalisation néolibérale, Paris, Éditions de la Maison des sciences de l'homme, 200 p.

- Prix Robert-Cornevin 2016 de l’Académie des sciences d’outre-mer
- 2014 La médecine chinoise au Mali. Les économies d'un patrimoine culturel, Paris, FMSH (Programmes scientifiques), Working Papers Series, 64, 25 p. (co-auteur).
- 2014 « Les performances religieuses et politiques des prophétises africains », in E. M'Bokolo & K. Sabakinu (dir.), Simon Kimbangu. Le Prophète de la Libération de l'Homme noir, tome 1, Paris, L'Harmattan, pp. 69-76.
- 2013 Postface de Afriques au figuré. Images migrantes, Paris, Éditions des archives contemporaines, 244 p. (collectif)
- 2012 Saint-Louis du Sénégal. Palimpseste d'une ville, Paris, Karthala (Tropiques), 144 p.
- 2012 Postface de Un prophétisme japonais en Afrique de l'Ouest. Anthropologie religieuse de Sukyo Mahikari (Bénin, Côte d'Ivoire, Sénégal, France), de Frédérique Louveau, Paris, Khartala (Hommes & société), 502 p.
- 2011 Les clefs de la crise ivoirienne, Paris, Karthala (Disputatio), 144 p.
- 2011 Maladie et santé selon les sociétés et les cultures, Paris, PUF, 184 p. (co-auteur).
- 2011 « Colonisation, développement, aide humanitaire. Pour une anthropologie de l'aide internationale », Ethnographies de l'aide, in Ethnologie française, 41 (3), pp. 393-403 (co-auteur).
- 2010 « Ceci n'est pas une confrérie. Les métamorphoses de la muridiyya au Sénégal », in Cahiers d'Études africaines, L (2-3-4), 198-199-200, pp. 857-879.
- 2010 « Jean-Pierre Dozon : Une saison africaine », Entretien in Africultures, 82 (3).
- 2010 Préface de Messianisme et Modernité. Dona Béatrice Kimpa Vita et le mouvement des antoniens, de Serge Mboukou, Paris, L'Harmattan (Religions, cultures et sociétés), 167 p.
- 2009 « Lieux et non-lieux de Marc Augé », L'anthropologue et le contemporain, in L'Homme, 185-186, p. 7 (co-auteur).
- 2008 L'Afrique à Dieu et à Diable. États, ethnies et religions, Paris, Éditions Ellipses, 138 p.
- 2008 Une anthropologie en mouvement. L'Afrique miroir du contemporain, Versailles, Quæ Éditions (Parcours et paroles), 290 p.
- 2007 « Un bain de religiosité électorale », Santé, une question de justice, in Esprit, 7, pp. 160-163.
- 2007 « “La question noire” éclairée par l'histoire longue du colonialisme français », in Matériaux pour l'histoire de notre temps, 85 (1), pp. 22-26.
- 2007 « Une histoire de goûts. Nourriture, culture et littérature », in Cultures Sud, 167 (co-auteur).
- 2006 « Une décolonisation en trompe-l'œil », Culture post-coloniale 1961-2006, in Autrement, pp. 195-201.
- 2005 « De l'intolérable et du tolérable dans l'épidémie de sida. Un parallèle entre l'Occident et l'Afrique », in P. Bourdelais & D. Fassin (dir.), Les constructions de l'intolérable, Paris, La Découverte (Recherches), pp. 197-224.
- 2005 Préface de Intellectuels ivoiriens face à la crise, de I. Diabaté, O. Dembélé & F. Akindès, Paris, Karthala (Tropiques), 208 p.
- 2003 Frères et Sujets. La France et l'Afrique en perspective, Paris, Flammarion, 348 p.
- 2003 Les nouveaux conquérants de la foi. L'Église universelle du royaume de Dieu (Brésil), Paris, Karthala (Homme et société : Sciences économiques et politiques), 304 p. (co-auteur, sous la direction de).
- 2003 « Prophètes contre féticheurs », 200 ans de Magie, in Critique, 673-674 (6-7), pp. 528-537 (co-auteur).
- 2001 Critique de la santé publique. Une approche anthropologique, Paris, Balland (Voix et regards), 361 p. (co-auteur, sous la direction de)
- 2000 « La Côte d'Ivoire entre démocratie, nationalisme et ethnonationalisme », Côte d'Ivoire, la tentation ethnonationaliste, Politique africaine, 78 (2), pp. 45-62.
- 1995 La cause des prophètes. Politique et religion en Afrique contemporaine, Paris, Éditions du Seuil (Librairie du XXIe siècle), 299 p.
- 1985 La société bété. Histoire d'une ethnie de Côte d'Ivoire, Paris, Orstom-Karthala (Homme et société : Anthropologie), 358 p.
- 1981 Ethnicité et histoire. Production et métamorphoses sociales chez les Bété de Côte d'Ivoire, Paris, Orstom, 632 p.